# Lucia Vuolo
Lucia Vuolo (Pagani, 15 febbraio 1963) è una politica italiana.

## Biografia
Iscritta ad Alleanza Nazionale fino al 2009. Nel 2009 aderisce, dopo lo scioglimento di AN, al PdL. Dal 2014 al 2021, invece, è stata iscritta alla Lega Nord. Nel 2021 aderisce a Forza Italia.

### Carriera politica
Alle elezioni europee del 26 maggio 2019 con oltre 41.000 preferenze  viene eletta europarlamentare con la Lega ovvero membro del Gruppo politico europeo "Identità e Democrazia".
Il 4 giugno 2021 entra nel gruppo dei "non iscritti" del Parlamento europeo. Di conseguenza lascia la Lega.
Dopo aver aderito a Forza Italia, il 13 settembre di quell’anno entra nel Gruppo politico parlamentare del Partito Popolare Europeo. Dall’anno seguente è coordinatrice di Forza Italia per la provincia di Salerno.
Alle elezioni europee del giugno 2024 si ricandida nella circoscrizione meridionale. Con oltre 20.000 preferenze raccolte si piazza solo settima non risultando rieletta. Nell'agosto 2025 annuncia il suo rientro nella Lega per Salvini Premier.